# Eva Lee
Eva Lee (7 de agosto de 1986) es una deportista estadounidense que compitió en bádminton, en las modalidades individual, dobles y dobles mixto. Ganó seis medallas en los Juegos Panamericanos entre los años 2007 y 2015.

## Palmarés internacional
| Juegos Panamericanos | Juegos Panamericanos    | Juegos Panamericanos | Juegos Panamericanos |
| Año                  | Lugar                   | Medalla              | Prueba               |
| -------------------- | ----------------------- | -------------------- | -------------------- |
| 2007                 | Río de Janeiro (Brasil) | Medalla de oro       | Individual           |
| 2007                 | Río de Janeiro (Brasil) | Medalla de oro       | Dobles               |
| 2007                 | Río de Janeiro (Brasil) | Medalla de oro       | Dobles mixto         |
| 2011                 | Guadalajara (México)    | Medalla de plata     | Dobles mixto         |
| 2011                 | Guadalajara (México)    | Medalla de bronce    | Dobles               |
| 2015                 | Toronto (Canadá)        | Medalla de oro       | Dobles               |